# Stark sous toutes les coutures
Stark sous toutes les coutures est la soixante-neuvième histoire et le tome 51 de la série Les Tuniques bleues de Lambil et Raoul Cauvin, publiée dans le journal Spirou en 2007 et éditée en album par Dupuis la même année.

## Résumé
Le vaguemestre qui apporte le courrier au campement du 22e de cavalerie apprend à Blutch et Chesterfield l'origine de la folie du Capitaine Starck, causée par une blessure de guerre à la tête. À la demande Blutch, le médecin opère Starck, qui recouvre la raison … et veut démissionner de l'armée pour reprendre son ancien métier de tailleur ! Le Général Alexander ne l'entend pas de cette oreille et demande à Blutch et Chesterfield de remettre les choses en état…

## Personnages
- Sergent Cornelius Chesterfield
- Caporal Blutch
- Capitaine Ambrose Stark
- Général Alexander
- Frank Sloan, vaguemestre et ami d'enfance de Starck

## Publication

### Revues
Le récit est publié dans le journal Spirou du no 3605 (avec couverture) du 16 mai 2007 au no 3612 du 4 juillet 2007.

### Album
- Édition originale : 44 planches, soit 46 pages, Dupuis, 2007 (DL 09/2007)  (ISBN 978-2-8001-3945-6)
  - Réédition 2012 (DL 01/2012)
  - Réédition 2018 (DL 04/2018)

## Accueil
L'accueil critique de l'album est mitigé sur le site planetbd.com, où il est reproché à Raoul Cauvin de diluer inutilement son récit avec des redondances, des digressions et dialogues inutiles ainsi qu'une fin trop prévisible, tout en reconnaissant la cohérence graphique de Lambil, alors que le site sceneario.com trouve l'épisode très réussi avec un humour présent et un dessin qui ne faiblit pas.